# Sphaerosyllis parvoculata
Sphaerosyllis parvoculata är en ringmaskart som beskrevs av Russell 1989. Sphaerosyllis parvoculata ingår i släktet Sphaerosyllis och familjen Syllidae. Inga underarter finns listade i Catalogue of Life.